# Ла Мотт-Пике — Гренель (станция метро)
Ла Мотт-Пике — Гренель (фр. La Motte-Picquet – Grenelle) — пересадочный узел Парижского метрополитена между линиями 6, 8 и 10. Пересадочный узел располагается в XV округе Парижа недалеко от границы с VII округом. Конструкция пересадочного узла представляет собой совмещение надземной станции и двух подземных залов. Сам узел назван по расположению на пересечении Авеню де ля Мотт-Пике и бульвара де Гренель. Является одним из наиболее загруженных пересадочных узлов Рив Гоша (Левого берега Парижа) и наиболее значимым среди узлов к западу от Монпарнаса.

## История

Диаграмма изменения трасс линий на юго-западе Парижа в 1937 году

- Первой открылась надземная станция линии 6. Это произошло 24 апреля 1906 года, тогда ещё в составе Второй Южной линии (участок Пасси — Пляс д’Итали). 14 октября 1907 года эта линия вошла в состав линии 5, а 12 октября 1942 года участок Шарль де Голль — Этуаль — Пляс д’Итали вошёл в состав линии 6, в составе которой находится и по настоящее время.
- 13 июля 1913 года открылись подземные залы. До 27 июля 1937 года существовало сквозное движение от станции Шарль-Мишель до станции Опера в составе линии 8. 27 июля 1937 года этот участок был поделён между линиями 8 и 10: западная часть до станции «Порт д’Отёй» вошла в состав линии 10, продлённой участком Лямотт-Пикет — Гренель — Дюрок, а линия 8 была в свою очередь продлена до станции Балар. В результате образовался кросс-платформенный пересадочный узел, который по состоянию на 2017 год является одним из двух кросс-платформенных пересадочных узлов в Париже (вторым с 1967 года является станция Луи Блан, где осуществляется пересадка с линии 7 на линию 7bis), а в северной горловине станции сохранился один из съездов, использовавшийся линией 8 до реорганизации движения в 1937 году. Крайние пути пересадочного узла принадлежат линии 8, средние — линии 10.
- Пассажиропоток пересадочного узла по входу в 2011 году, по данным RATP, составил 8 099 346 человек[2]. В 2013 году этот показатель вырос до 8 280 583 пассажиров (29 место по уровню входного пассажиропотока в Парижском метро)[3].

## Конструкция и оформление
Пересадочный узел состоит из нескольких подземных залов и надземной станции линии 6, не однородных по типу конструкции.
- Станция линии 6 построена по проекту надземной крытой станции, аналогичному большинству надземных станций на этой же линии (кроме Пасси, Сен-Жака и Бель-Эр, расположенных непосредственно на поверхности земли). Оформление навеса сходно с тем, что использовался на надземных станциях линии 2, однако проект, использовавшийся на линии 6, отличается наличием общей крыши, накрывающей весь станционный комплекс.
- Пересадочный узел линий 8 и 10 состоит из трёх залов. Два зала состоят из одного пути и одной боковой платформы (линия 8 в сторону Балара и линия 10 в сторону Булонь — Пон-де-Сен-Клу). В обратном направлении линии 8 и 10 сходятся в односводчатом зале с одной островной платформой, построенном по типовому парижскому проекту, в котором и осуществляется кросс-платформенная пересадка. До 1937 года этот зал использовался для сквозного движения от Порт-д'Отёй до Порт-де-Шарантон, в наследство от этого времени сохранилась камера съездов в северной горловине узла линий 8 и 10.

## Галерея

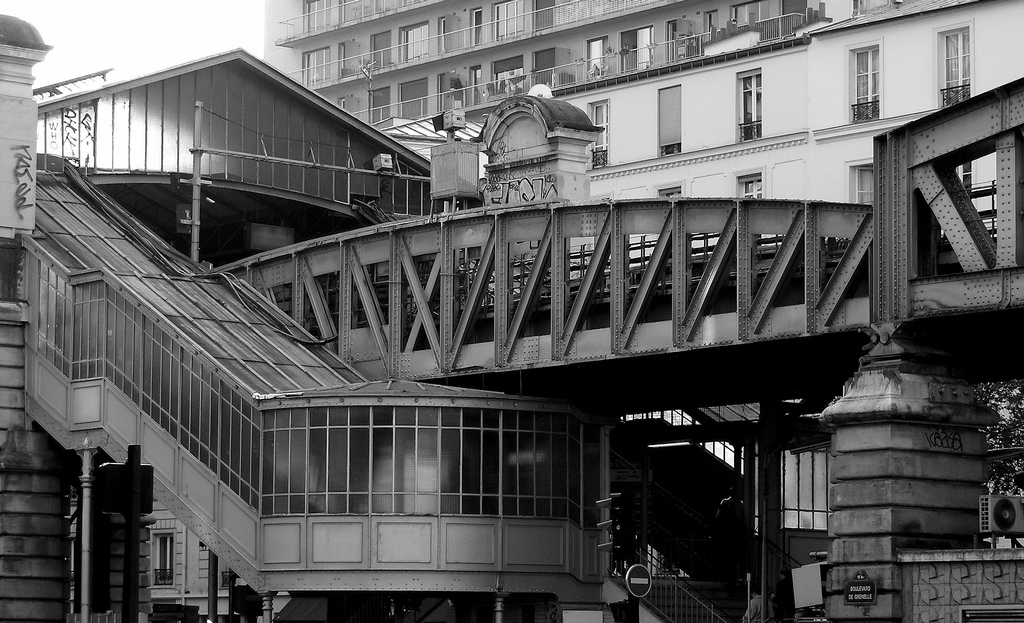
Вид на станцию линии 6 (старое фото)
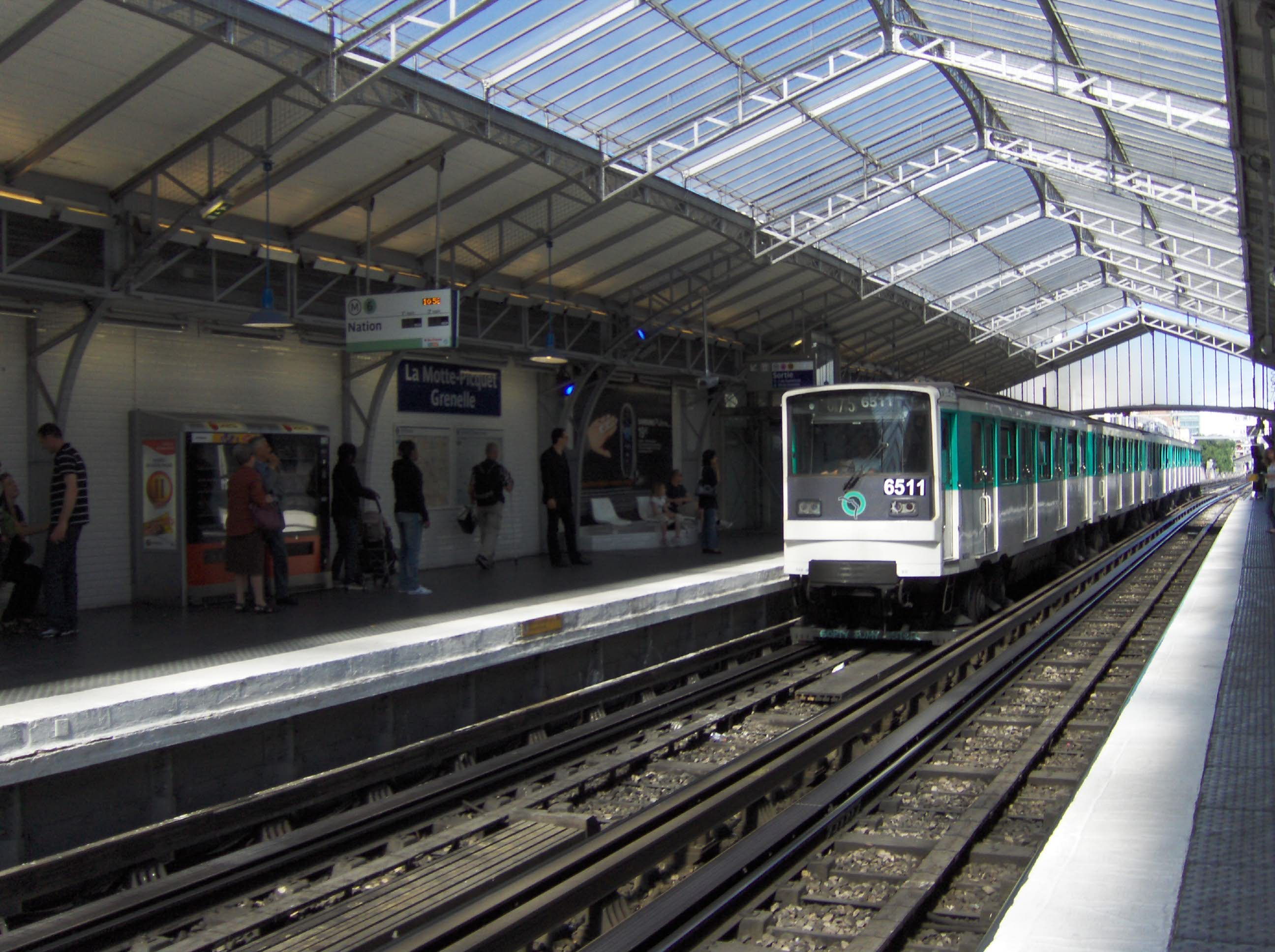
Состав MP 73 на станции линии 6
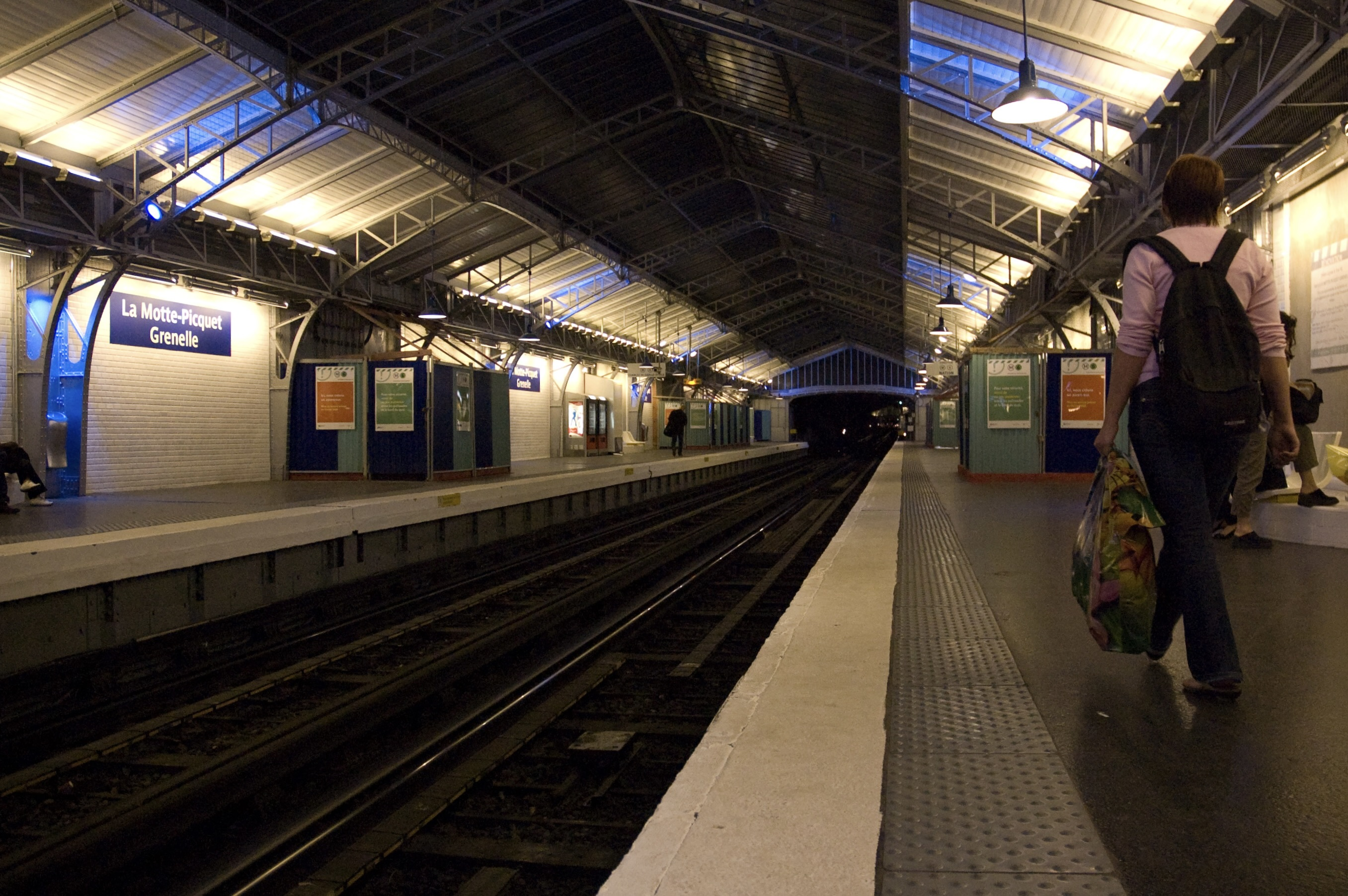
Платформы линии 6 (вечером)
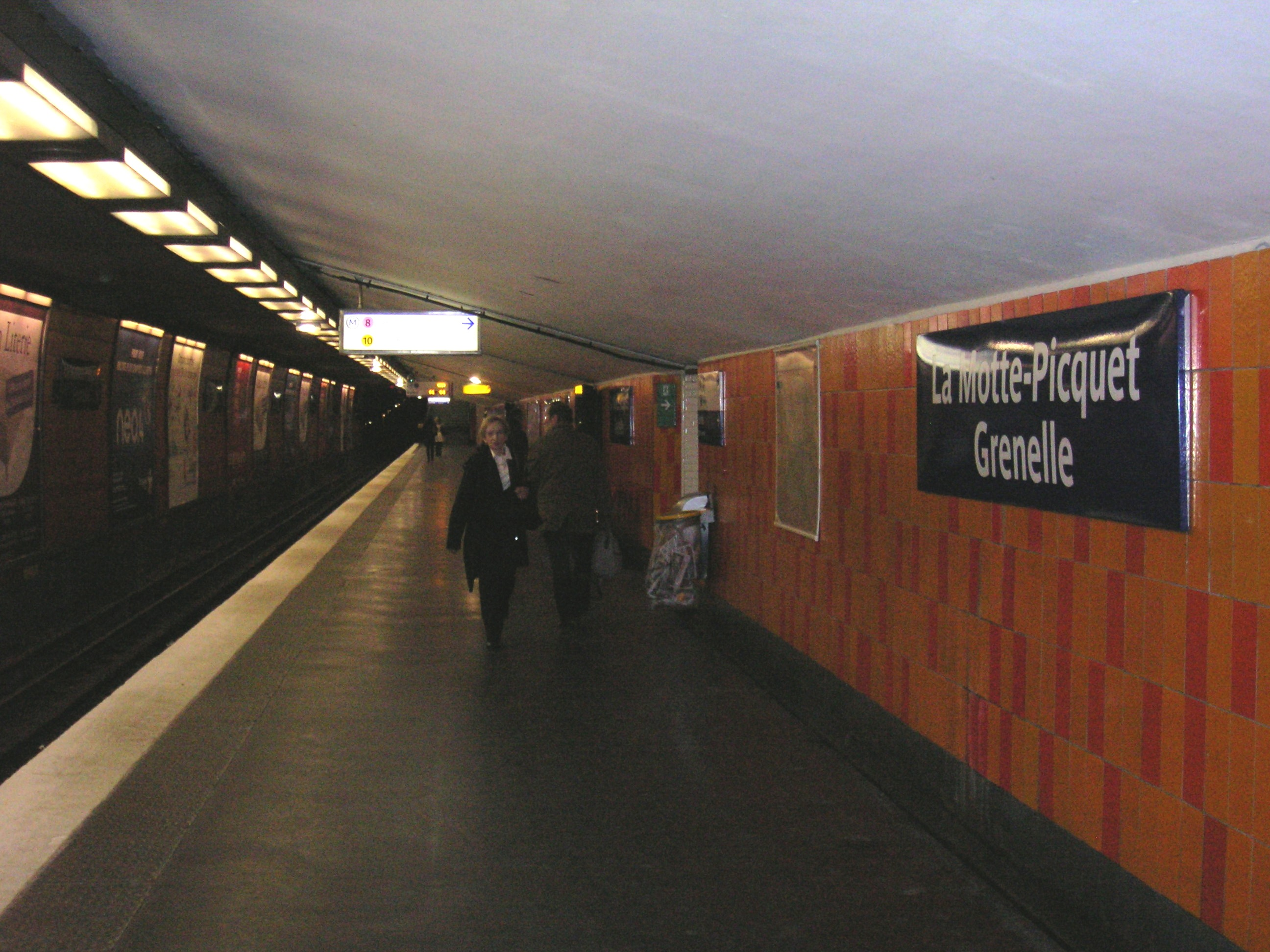
Зал в сторону Балара